# Armada Rijeka
Armada Rijeka - organizacja kibiców piłkarskich chorwackiego zespołu NK Rijeka, a także kibiców zespołów RK Zamet (piłka ręczna), VK Primorje (piłka wodna) i KK Kvarner (koszykówka). 
Nazwa ugrupowania została przyjęta w roku 1987 w barze w centrum handlowym "Ri" w Rijece przez Mladena Černekę ps. "Debo" i Zorana Mileticia ps. "Ćoro". Pierwszym meczem, na którym pojawiła się Armada, był finał Pucharu Jugosławii rozgrywany 9 maja 1987 w Belgradzie przeciwko Hajdukowi Split. Nazwa nawiązuje do słynnej hiszpańskiej floty wojennej, armady, która ma symbolizować siłę zespołu NK Rijeka. W roku 2005 Armada obchodziła 18-lecie istnienia, a najlepszym prezentem jaki mogli sprawić piłkarze, było zdobycie Pucharu Chorwacji po dwukrotnym zwycięstwie nad NK Varteks. 
Mottem kibiców z frakcji Armada jest: Sami protiv svih, co oznacza: Sami przeciw wszystkim. Drugim, nieoficjalnym mottem jest: Krepat, ma ne molat, co oznacza: Zgiń, ale nie pozostań obojętny.
Maskotką ugrupowania Armada jest rekin.